# Бриггс, Аллан
Аллан Линдсэй Бриггс (англ. Allan Lindsay Briggs, 14 февраля 1873 — 12 ноября 1951) — американский военный, олимпийский чемпион.
Аллан Бриггс родился в 1873 году в Бриджпорте, штат Коннектикут. Летом 1912 года на Олимпийских играх в Стокгольме Аллан Бриггс стал чемпионом в командном первенстве по стрельбе из армейской винтовки.